# Zoviet France

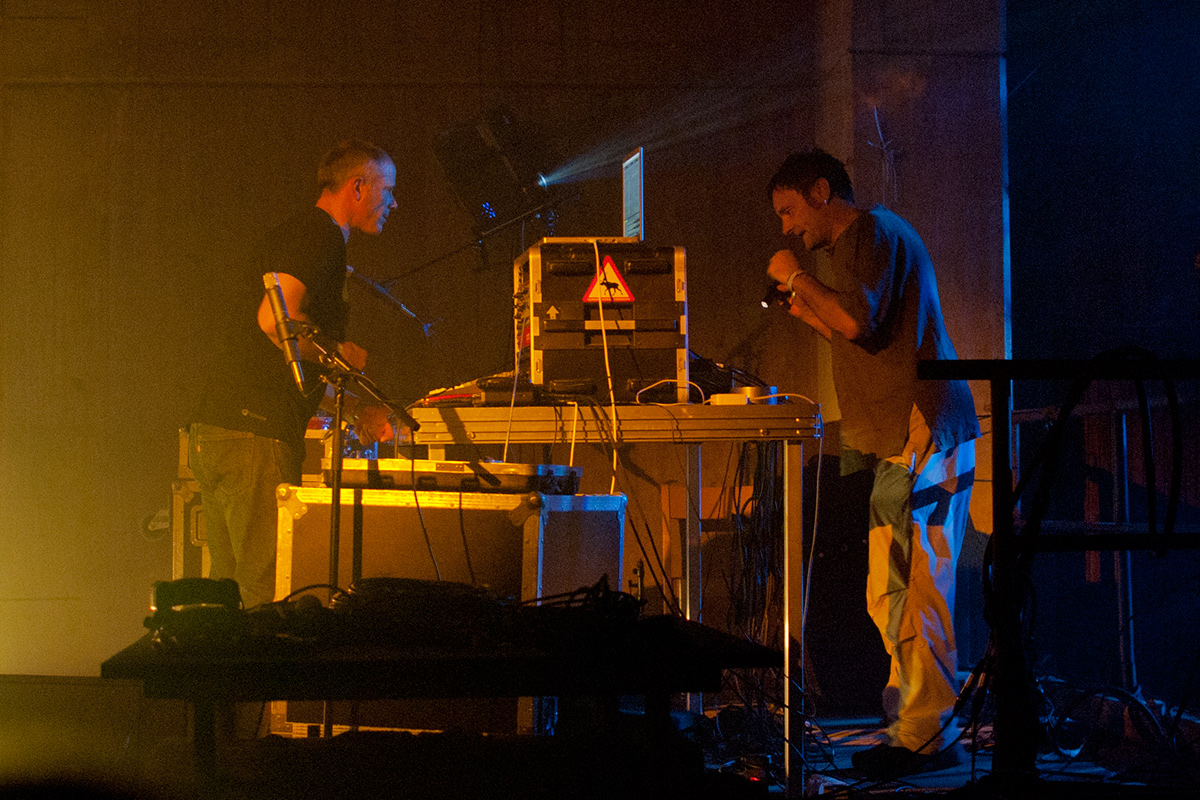
Zoviet France bei einem Auftritt, 2011.

Zoviet France (alternativ :zoviet*france: und andere Schreibweisen) ist eine betont experimentelle Musikgruppe aus Newcastle upon Tyne im Nordosten Englands. Musikalisch ist dieses Projekt dem Post-Industrial zuzurechnen, kann aber aufgrund seiner Vielschichtigkeit und Varianz auch zum Ritual oder (Dark) Ambient gezählt werden.

## Geschichte
Die Gruppe wurde 1980 von Ben Ponton (1980 bis heute), Peter Jensen (1980–84) und Robin Storey (1980–1992) als Künstlerkollektiv gegründet. Nach Aussage von Robin Storey fand die Gründung aber bereits 1979 statt. Storey zufolge entstand Zoviet France, als er durch Vermittlung von Lisa Hale zwei Mitglieder einer Punk-Band kennenlernte, die sich musikalisch dem Punk entfremdet hatten und nach neuen Ausdrucksformen suchten. Die ersten Aufnahmen fanden bereits gegen Ende 1979 statt, das erste Studioalbum Hessian wurde dann im Januar 1980 aufgenommen, jedoch erst später veröffentlicht.
Gegenwärtig besteht Zoviet France aus Ben Ponton und Mark Warren (dabei seit 1995). Daneben waren einige andere Musiker zeitweilig Mitglieder, darunter Lisa Hale (1980–81), Paolo Di Paolo (1984–86), Mark Spybey (1987–89) und Andy Eardley (1990–95). Spybey, Storey und Eardley gründeten im Jahr 2005 eine neue Musikgruppe mit dem Namen Reformed Faction. Mark Warren wiederum veröffentlichte zwischenzeitlich einige Werke unter dem Namen Penumbra.
Die einzelnen Mitglieder von Zoviet France hielten sich bei ihren Veröffentlichungen als Individuen bewusst im Hintergrund. Auf Namensnennungen auf den Tonträgern wurde verzichtet, Fotos der Mitglieder wurden nicht abgedruckt. Ebenso selten waren Live-Auftritte, Interviews, oder eine Antwort auf schriftliche Anfragen. Jahrelang beteiligte sich die Gruppe an keinem Sampler. Diese bewusste Abgrenzung vom Musikbusiness führte zum anfänglichen Image einer kaum greifbaren, geheimnisvollen Gruppe, was ihnen in den achtziger Jahren einen gewissen Kultstatus einbrachte.
Um 1990 geriet die Gruppe in eine Krise, als die Anonymität aufgegeben wurde und Ben Ponton sich als führenden musikalischen Kopf bei Zoviet France darstellte. Spybey und Storey verließen daraufhin die Band, um eigene (Solo)projekte zu verfolgen: Mark Spybey unter den Namen Dead Voices on Air und Propeller, Robin Storey als Rapoon.
Ab Anfang bis Mitte der neunziger Jahre nahm die Zahl der Veröffentlichungen dann auch spürbar ab, es erschienen nur noch vereinzelt Live-Aufnahmen wie Vienna, Kompilationen wie Collusion, Samplerbeiträge und Wiederveröffentlichungen. Stattdessen stand die Arbeit an Soundtracks im Vordergrund. Die erste CD mit neuem Studiomaterial war dann Digilogue, 1996.

## Stil
Anfänglich spielte Zoviet France unter dem Eindruck von Punk, New Wave, Krautrock und Industrial noch mit Gitarren und Schlagzeug. Die Band wandte sich dann aber schnell experimentelleren Klängen zu und verzichtete dabei zunächst gänzlich auf vom Computer erzeugte Musik. Stattdessen wurde mit traditionellen, ethnischen und selbstgebauten Musikinstrumenten, sowie mit Tonbandschleifen und Lo-Fi-Effekten improvisiert. Im Prinzip kam jeder Gegenstand, der einen Ton erzeugen kann, als Instrument in Frage. Als weitere Stilmittel kamen dabei neben Instrumenten beispielsweise auch verfremdete akustische Feldaufnahmen, afrikanische Stammesgesänge oder Mitschnitte von Radiosendungen zum Einsatz. Über die Jahre kamen dann immer mehr elektronische Elemente, etwa Sampling, hinzu.

„Was uns wirklich antreibt, ist das Interesse an Geräuschen und Klängen. Es geht uns nicht darum, ein bestimmtes Instrument besonders gut zu beherrschen, es geht uns um den Sound als abstraktes, rohes Material, mit dem gearbeitet werden kann, um dadurch Musik zu kreieren.“

Die Musik setzt sich zumeist aus Sprachfetzen und Wortgruppen zusammen, die in eine experimentelle Soundcollage mit mal repetitiven, mal gebrochenen rhythmischen Strukturen eingearbeitet sind. Andere Tracks sind dagegen sehr minimalistisch gehalten, mit monotonen Klängen und fast ohne jede rhythmische Variation. Nach den improvisierten Aufnahmen wurden einzelne Klänge isoliert, verfremdet und neu bearbeitet, bis sie in einem neuen Arrangement in einem völlig neuen Kontext auftauchen und nicht mehr der ursprünglich akustischen Umgebung zugeordnet werden können.
Die ersten Veröffentlichungen ab Garista (1982) bestanden nahezu ausschließlich aus rauen, dissonanten Lärmcollagen. Auf Mohnomishe (1983) und Eostre (1984) begann dann die Hinwendung zu eher melodiösen Klängen. Ab Misfits, Loony Tunes and Squalid Criminals (1986) wandelte sich die Musik von Zoviet France dann hin zu atmosphärischen, meditativen Stücken mit zahlreichen Loops. Damit zählen Zoviet France zu den Pionieren des Ambient.

## Charrm
Charrm war ein Plattenlabel, das von 1980 bis 2002 betrieben wurde. Hinter Charrm Limited aus Newcastle upon Tyne stand Zoviet France, die auf diese Weise ihre eigenen Tonträger vertrieben. Veröffentlicht wurden vor allem Reissues der Schallplatten der 1980er Jahre auf CD. Es erschienen 20 CDs mit den Codes CHARRMCD01 bis CHARRMCD28. Einige Nummern wurden nicht vergeben, weshalb 20 Veröffentlichungen bis zur Ziffer 28 gehen. Daneben wurden vier LPs, eine Kassette, und eine Maxi produziert. Codes waren hier entsprechend CHARRMLP und CHARRMTC sowie CHARRMT. 2001 erschienen eine Single und eine Doppel-CD, die von diesem Muster abwichen, da es sich um eine Zusammenarbeit von Zoviet France mit Locus+ handelt. Fast alle anderen Tonträger sind von Zoviet France selbst, bis auf eine LP (CHARRMLP03) des Hafler Trio, sowie ein Sampler (CHARRMCD28).

## Diskografie
Die erste Veröffentlichung Garista wurde 1982 aufgenommen und als Kassette veröffentlicht. Kennzeichnend für Zoviet France in den achtziger Jahren war die besondere Gestaltung der Kassetten, Schallplatten und CDs: Anstatt von normalen Hüllen aus Pappe oder Plastik werden bearbeitete und teilweise bemalte Materialien wie Aluminium, Sperrholz, Dachpappe oder Jute verwendet. Besonders die Schallplatten wurden derart verpackt, Kassetten und CDs seltener. Dies führte dazu, dass die Tonträger teilweise nach ihrer Verpackung benannt wurden: Die zweite Veröffentlichung ohne Namen wurde somit zur Hessian oder Juteplatte. Originale dieser Platten sind mittlerweile begehrte Sammlerstücke.
- 1982: Hessian (Red Rhino)
- 1983: Norsch (Red Rhino Records)
- 1983: Mohnomishe (Red Rhino Records)
- 1984: Eostre (Red Rhino Records)
- 1985: :Garista: (Red Rhino/Singing Ringing)
- 1985: Popular Soviet Songs and Youth Music (Red Rhino Records/Singing Ringing)
- 1985: Gris (No Man's Land)
- 1986: Misfits, Loony Tunes and Squalid Criminals (Red Rhino Records)
- 1986: Gesture Signal Threat (Red Rhino Records)
- 1987: Loh Land (Staalplaat)
- 1987: A Flock of Rotations (Red Rhino Records)
- 1987: Assault and Mirage (Red Rhino Records)
- 1988: Shouting at the Ground (Red Rhino Records)
- 1990: Just an Illusion (Staalplaat)
- 1990: Look Into Me (Charrm)
- 1991: Shadow, Thief of the Sun (DOVentertainment)
- 1991: Vienna 1990 (Charrm)
- 1993: Collusion (Mute Records/Soleilmoon)
- 1993: What Is Not True (Charrm)
- 1996: Digilogue (Soleilmoon)
- 1996: in.version (Charrm)
- 1996: Feedback (Staalplaat)
- 2000: The Decriminalisation of Country Music (Tramway)
- 2005: Music for a Spaghetti Western (Klanggalerie)
- 2008: Shteirlel (Altvinyl)
- 2012: The Tables Are Turning (Soleilmoon)